# Torrecilla de la Orden
Torrecilla de la Orden község Spanyolországban, Valladolid tartományban. Torrecilla de la Orden Cañizal és Castrillo de la Guareña községekkel határos. Lakosainak száma 227 fő (2024).

## Népesség
A település népessége az utóbbi években az alábbiak szerint változott:
| Lakosok száma | 358  | 332  | 308  | 298  | 289  | 271  | 261  | 253  | 230  | 227  |
|               | 2001 | 2004 | 2007 | 2009 | 2012 | 2014 | 2017 | 2019 | 2022 | 2024 |